# Wambach (Dickelsbach)
Der Wambach ist ein rechtsseitiger, rund 9 km langer Zufluss des Dickelsbachs auf Gemarkung der Städte Mülheim an der Ruhr und Duisburg. 

## Name
Der Name erscheint erstmals zwischen 1281 und 1231 als wanbeke. Das altsächsische Wort wan bedeutet „fehlend, mangelnd, leer“.

## Geographie

### Verlauf
Seine Quellen liegen im Naturschutzgebiet „Auberg und Oberläufe des Wambaches“ (MH-014) auf dem Mülheimer Auberg, einem Teil der südlichen Ruhrhöhen, auf 90 m über N.N. Der Bach durchfließt meist schwach besiedelte, ländliche Gebiete und Wälder. Sein Tal ist in einigen Abschnitten noch naturnah erhalten und unter Schutz gestellt; andere Teile insbesondere seines Unterlaufs sind durch menschliche Eingriffe stark verändert.
Der Wambach entspringt auf dem der Ruhr abgewandten Hang des Aubergs und entfernt sich auf den ersten Kilometern annähernd im rechten Winkel nach Westen von dem hier in Süd-Nord-Richtung verlaufenden Ruhrtal. Er durchfließt die Saarner Mark und den Broich-Speldorfer Wald. Der Bachlauf und Teile des angrenzenden Waldes bilden hier das NSG „Wambachtal und Oembergmoor“ (MH-004). Der Wambach durchfließt es mit geringem Gefälle, zunächst noch stark mäandrierend. Später ändert der Bach seine Richtung und verläuft nun südwestlich. Er unterquert die BAB 3 und erreicht den Entenfang, einen durch Abgrabung entstandenen See.
Mit Verlassen des Entenfangs wechselt der Wambach auf Duisburger Gebiet und wendet sich nun nach Nordwest. Nach gut 7 km seines Laufs erreicht er die Sechs-Seen-Platte in Duisburg-Wedau. Er durchfließt nacheinander den Wolfssee, den Masurensee und den Wambachsee, um unmittelbar nach Verlassen des Letzteren auf 35 m über N.N. in den Dickelsbach zu münden.
Der etwa 8,9 Kilometer lange Lauf des Wambachs endet ungefähr 62 Höhenmeter unterhalb des Ursprungs seines rechten Quellbachs, er hat somit ein mittleres Sohlgefälle von etwa 7 ‰.

### Einzugsgebiet
Das 12,096 km² große Einzugsgebiet des Wambachs erstreckt sich vom Selbecker Terrassenland über die Lintorfer Sandterrassen bis zu den Wedau-Tiefenbrucher Markwälder und wird durch ihn über den Dickelsbach und den Rhein zur Nordsee entwässert.
Es grenzt
- im Osten an das Einzugsgebiet des Mühlenbachs, der in die Ruhr mündet,
- im Süden an das des Haubachs, der in den Dickelsbach mündet.
- im Nordwesten an das des Dickelsbachs direkt und
- im Norden an das des Schengerholzbachs, der in die Ruhr mündet.

Im östlichen Bereich des Einzugsgebietes dominieren Ackerbau und Siedlungen, während der westliche Teil überwiegend bewaldet ist.

### Zuflüsse
- Schengerholzbach (rechts), 1,2 km[4]
- GKZ 275862 (rechts), 1,3 km
- Rottbach (links), 3,5 km

## Natur und Umwelt
Die Landschaft ist im Bereich der Sechs-Seen-Platte durch Abgrabung von Kies und Sand großflächig verändert, der ursprüngliche Lauf des Wambachs hier nicht mehr erkennbar. Das Gelände ist inzwischen vollständig rekultiviert und bildet ein wertvolles Naherholungsgebiet. Nur der Name „Im Wambachgrund“ erinnert indes heutzutage noch an die einst bäuerliche Kulturlandschaft.